# Ястров, Игнац
Игнац Ястров (нем. Ignaz Jastrow; 13 сентября 1856, Накель, Пруссия — 2 мая 1937, Шарлоттенбург, Нацистская Германия) — германский экономист, социолог, политолог, юрист и историк. Брат Германа Ястрова, двоюродный брат Морриса Ястрова.

## Биография
Сын раввина. Получил образование в Бреслау, Берлине и Геттингене, в 1885 году был назначен приват-доцентом социальной экономики в Берлинском университете. Он посетил США в 1904 году и с 1905 по 1914 год был профессором управленческой науки в Берлинской высшей школе торговли, в 1906—1909 годах будучи также ректором этого учебного заведения. Он редактировал Jahresberichte der Geschichtswissenschaft в 1888—1891 годах, Sociale Praxis в 1895—1897 годах; с 1896 года редактировал Das Gewerbegericht, с 1897 года Der Arbeitsmarkt. В 1920 году был назначен ординарным профессором политологии в Университете Гумбольдта, где работал до 1924 года. Окончательно ушёл из науки в 1935 году.
Ввёл в науку термин «социальный либерализм», был членом Общества социальной политики. Его главные труды: «Zur strafrechtlichen Stellung der Sklaven bei Deutschen und Angelsachsen» (Бреслау, 1878); «Geschichte des deutschen Einheitsraumes» (Берлин, 1885; 4-е издание — 1891); «Welthandelsstrassen in der Geschichte des Abendlandes» (1886); «Urkundenhuch zur neueren Verfassungs-Geschichte» (Берлин, 1889); «Interesse des Kaufmannstandes aus dem bügerlichen Gesetzbuche» (там же, 1890); «Selbsteinschätzung und geistliche Arbeit» (там же, 1891); «Sozialliberal. Die Aufgaben des Liberalismus in Preussen» (там же, 2-е издание — 1884); «Das Dreiklassensystem. Die preussische Wahlreform vom Standpunkte sozialer Politik» (там же, 1894); «Einrichtung von Arbeitsnachweisen und Arbeitsnachweisverbänden» (там же, 1898); «Die Stellung der Privatdozenten» (там же, 1896); «Kommunale Anleihen» (там же, 1900).